# Gerry Weber Open 2017
Gerry Weber Open 2017 — тенісний турнір, що проходив на трав'яних кортах у місті Галле, Німеччина з 19 червня. Належав до категорії ATP World Tour 500.

## Фінальна частина

### Одиночний розряд
Роджер Федерер —  Александр Зверєв 6–1, 6–3

### Парний розряд
Лукаш Кубот /  Марсело Мело —  Александр Зверєв /  Міша Зверєв 5–7, 6–3, [10–8]